# Aglaojoppa violaceipennis
Aglaojoppa violaceipennis är en stekelart som beskrevs av Cameron 1903. Aglaojoppa violaceipennis ingår i släktet Aglaojoppa och familjen brokparasitsteklar. Inga underarter finns listade i Catalogue of Life.